# Myiopharus orbitalis
Myiopharus orbitalis är en tvåvingeart som först beskrevs av Townsend 1926.  Myiopharus orbitalis ingår i släktet Myiopharus och familjen parasitflugor.
Artens utbredningsområde är New Mexico. Inga underarter finns listade i Catalogue of Life.